# Карелия (футбольный клуб)
«Каре́лия» — российский футбольный клуб из Петрозаводска. Был основан 7 февраля 2011 года.

## История
В конце декабря 2010 года о появлении в Республике Карелия второй футбольной команды, помимо «Карелии-Дискавери», упомянул президент Федерации футбола Республики Карелия Владимир Собинский: «Сегодня ведётся работа ещё с одной командой, переговоры провёл Глава республики Андрей Нелидов. И может случиться так, что в профессиональной лиге Карелию будет представлять даже не одна команда, а две. Для Карелии это будет просто супер! Далеко не каждый регион России сегодня может похвастаться хотя бы и одной командой в профессиональной лиге».
18 февраля 2011 года в прессе сообщалось, что Правительство Республики Карелия близко к созданию новой футбольной команды, которая будет заявлена во Второй дивизион.
16 марта на заседании совета РФС были рассмотрены вопросы аттестации ФК «Карелия-Дискавери» и ФК «Карелия» для участия во втором дивизионе. В итоге 18 марта аттестационная комиссия РФС допустила клуб «Карелия» к участию в первенстве России среди команд зоны «Запад» Второго дивизиона.
В начале апреля клуб заключил соглашения с 14 футболистами. Игроками клуба стали Руслан Ахмедов, Сергей Васецкий, Сергей Григорьев, Сергей Киселёв, Арнольд Крегер, Максим Крычанов, Николай Матюхин, Роман Митькин, Александр Мотылевич, Илья Осипов, Игорь Решетнев, Евгений Рубайло, Евгений Сердобольский, Артём Сычёв.
В конце июля руководство клуба приняло решение расстаться с Крычановым, Базановым, Матюхиным и Киселёвым.
Официальный гимн ФК «Карелия» написан петрозаводским композитором Никитой Коржицким. впервые публичное исполнение гимна состоялось 24 января 2013 года в Зале Благородного собрания Национального музея Республики Карелия.

## Бюджет и финансирование
Клуб был создан при непосредственной поддержке главы республики Андрея Нелидова. Нелидов подписал соглашение с президентом строительного холдинга «Петротрест» Леонидом Цапу, одним из пунктов которого было его участие в создании профессионального футбольного клуба. Холдинг «Петротрест» был заинтересован в выходе на строительный рынок Петрозаводска. В итоге получился в своем роде взаимовыгодный обмен — в Петрозаводске была создана фирма «Петротрест-Финанс», которая стала заниматься строительством, а часть своих прибылей она будет направлять на развитие футбола в республике. Эта компания стала генеральным спонсором ФК «Карелия».
В состав учредителей клуба входит правительство Республики Карелия, и у него есть долгосрочные планы по развитию клуба. При этом генеральный директор ФК «Карелия» заявил в марте 2011 года, что клуб не будет финансироваться из бюджета Республики Карелия.

## Участие в соревнованиях
Участвовал во втором дивизионе (зона «Запад») в сезонах 2011/12 и 2012/13. В связи с отказом правительства республики финансировать профессиональный клуб на сезон 2013/2014 не заявился.
В сезоне 2014 года участвовал в третьем дивизионе (Первенство России среди команд ЛФК) и впервые в истории карельского футбола выиграл одновременно Первенство и Кубок межрегионального объединения федераций футбола «Северо-Запад».
В 2014 г. ФК «Карелия» стал чемпионом Республики Карелия по футболу.
В июле 2015 г. прошел лицензирование и снова включен в число команд-участников чемпионата России во втором дивизионе в зоне «Запад», клуб возглавил Денис Зубко.
При этом выступление в первенстве МРО «Северо-Запад» в сезоне 2015 г. продолжил молодежный состав команды («Карелия-м»).
На сезон 2016/2017 г. в связи с недостатком финансовых средств и долгами по зарплате футболистам ни во второй, ни в третий дивизион заявлен не был. Молодежный состав команды — «Карелия»-М в сезоне 2016 года участвовал в чемпионате Республики Карелия, заняв в итоге четвертое место.

### С 2018 года
В сезоне 2018 года карельский клуб был заявлен в Первенство МРО «Северо-Запад» по футболу, как сборная республики Карелия. В сезоне 2019 года участвовал в розыгрыше зонального этапа Кубка России в зоне «Северо-Запад», где дошёл до полуфинала, уступив «Динамо» Санкт-Петербург, и принял участие в первенстве МРО «Северо-Запад»,  25—29 сентября в Гатчине, в котором завоевал второе место.
Команда «Карелия» — участник аналогичного первенства 2020 года, в котором команда заняла третье место. В 2021 году на первенство МРО «Северо-Запад» команда не заявлялась, в кубке МРО «Северо-Запад» приняла участие команда «Карелия-СШ-7» (Петрозаводск), проигравшая в финале кубка ФК «Псков». В 2022 году команда СШ №7–«Карелия» заняла 4-е место в чемпионате Северо-Западного федерального округа по футболу среди мужских команд (третий дивизион), а также приняла участие в первом раунде Пути регионов Кубка России, где уступила новгородскому «Электрону». С 2023 года команда перешла в ведение Государственного училища Олимпийского резерва в городе Кондопоге и получила название «ГУОР-Карелия». В апреле 2023 года «ГУОР-Карелия» стала победителем Кубка регионов ОФФ «Северо-Запад». Домашние матчи команда проводит на стадионе «Юность». В чемпионате СЗФО 2023 года команда «ГУОР-Карелия» (Кондопога) заняла 5-е место.

## Стадион
Команда проводила свои домашние матчи на ЦРС «Спартак», который вмещает 14545 человек. Стадион получил сертификат III категории, который позволяет проводить соревнования в Первенстве России Второго дивизиона и Кубке России, организуемые под эгидой РФС.